# Villamartín
Villamartín ist eine Gemeinde in der Provinz Cádiz. Sie besitzt 12.169 Einwohner (Stand: 2024). Zu den Baudenkmälern zählt das Castillo de Matrera. In der Nähe liegt der Dolmen von Alberite.